# Мостик
Мо́стик (от руски: мостик, преведено от англ.: bridge) е оградена част на палубата на горните етажи на надстройките и рубките или отделна платформа. Мостиците имат предназначение на места за постове на управление, наблюдение или връзка, а също така и преходи от една надстройка към друга.
Мостиците се делят според предназначението им – ходови, далекомерен, сигнален, прожекторен, навигационен и други.
Според мястото им на разполагане мостиците се делят на носови и кърмови, според степента си на защитеност от външната среда биват – отворени, затворени и полузатворени.
Цялата палуба на ходовата рубка се нарича ходови мостик, а откритите площадки по бордовете отстрани на рубката – криле на ходовия мостик. На плавателните съдове, които са предназначени да плават в големите географски ширини крилете на ходовия мостик и рулевата рубка са обединени в едно закрито помещение, за защита от ниските температури. Ходовият мостик също се нарича и капитански (pilot bridge).
Навигационен мостик се нарича покрива на рулевата рубка и свързаните помещения. На ходовия и навигационния мостици се намират основните постове за управление на плавателния съд.
Разновидност на мостиците са преходните мостици, разположени над горната палуба и предназначени за преместване от единия борд на другия и за преход между отделните надстройки. Надлъжни преходните мостици има на танкерите, които нямат вътрешни преходи под горната палуба и са с ниска височина на надводния борд при пълно натоварване.

## История
Изначално управлението на кораба се осъществявало от шканците (квартердека) – кърмовата част на палубата, като правило – издигнат за по-добър обзор. Разположените на шканците в непосредствена близост от рулевото устройство позволява максимално да се опрости рулевия механизъм. Там, вътре в юта, обикновено се разполагала и каютата на капитана, което му осигурявало бърз достъп на шканците.
След появата на първите параходи такова разположение се оказва неудобно – на капитана и офицерите постоянно пречи дима от корабните комини, освен това, обзорът е силно ограничен от кожусите на гребните колела. Затова в средната част на кораба се появява отделна платформа, понякога във вид на свързващ кожусите на колелата мост (оттам и думата мостик), от който капитанът осъществява командването на кораба, а инженерния персонал може да наблюдава работата на гребните колела и да дава заповеди на разположеното отдолу машинното отделение. След време гребният винт заменя гребните колела, но терминът bridge, съответно – мостик се запазва.
Впоследствие, благодарение на разпространението на серво-моторите и устройствата за вътрекорабна връзка, се появява възможност да се изнесе мостикът напред, в носовата част на кораба, осигурявайки по този начин много по-добър обзор – особено след премахването на ветрилата. На много кораби се появяват няколко мостика, служещи за различни цели – ходови (капитански), навигационен, адмиралски (от който адмиралът със своя щаб може да ръководи управлението на цялата ескадра, без да пречи на работата на капитана на флагманския кораб), и т.н.
През 20 век получават разпространение защитените от лошото време закрити мостици с остъкление, осигуряващо комфортни условия на работа по всяко време.